# Conservatorio Nacional de Música (Chile)
El Conservatorio Nacional de Música fue una academia de enseñanza superior nacida en 1850 gracias a la iniciativa de Pedro Palazuelos Astaburuaga, primo hermano del estadista Diego Portales, de José Miguel de la Barra y de José Gandarillas. En la actualidad, este organismo ya no posee dicha denominación y se encuentra incorporado a la Facultad de Artes de la Universidad de Chile, en calidad de "Departamento de Música" y del "Departamento de Sonido".

## Historia
Pedro Palazuelos era un amante de las bellas artes y, a la vez, gustaba de realizar viajes a Europa. A su regreso de una de esas jornadas, concibió y materializó la idea de fundar en Santiago una escuela de dibujo para artesanos, sobre la base de la antigua Cofradía del Santo Sepulcro, fraternidad colonial de carácter religioso de la que formaban parte Palazuelos, De la Barra y Gandarillas.
En 1849 llegó a Chile el profesor Adolphe (Adolfo) Desjardin, organista en una iglesia de París, quien persuadió a Palazuelos en el sentido de establecer una escuela de enseñanza musical. Este se mostró complacido de la sugerencia y pidió al Congreso Nacional examinar la propuesta al año siguiente. Pero Palazuelos hallábase bastante enfermo y falleció al poco tiempo; sin embargo, su anhelo pudo transformarse en realidad, puesto que el gobierno chileno advirtió que sin el empuje de su gestor la idea moriría irremediablemente.
Así, el 17 de junio de 1850, el presidente de la República Manuel Bulnes Prieto promulgó un decreto a través del cual resolvió hacerse cargo de dicha academia, con estas palabras: "Se establecerá en esta capital [se refiere a Santiago] una escuela o conservatorio de música, cuyo curso comprenderá las enseñanzas del solfeo, del canto para soprano, contralto, tenor y bajo; y del piano, órgano, armónium, violín...". El cuerpo legal, además, designó al señor Adolfo Desjardin como director y maestro del naciente conservatorio.
Las clases comenzaron a dictarse en el local donde funcionaba la escuela de dibujo, tenían lugar tres veces por semana y eran gratuitas.
En el período que el profesor Tulio Hempel dirigió el Conservatorio, aún no gozaba de prestigio y sus labores se redujeron a exhibiciones masivas que recuerdan viejas épocas, cuando los músicos eran considerados a la misma altura que los bufones de corte. En efecto, esta academia "no pasó de ser una escuela que cantaba la Canción Nacional en las plazas y paseos públicos durante las festividades patrias. [...] Aquello era sencillamente desastroso" (Sandoval, 1911: 99).
Uno de los hitos más importantes en la vida de esta academia, fue la disolución de la Dirección General de Enseñanza Artística, entidad a la que estaba sujeto el Conservatorio Nacional, el 31 de diciembre de 1929. Este, en virtud del citado acontecimiento, pasó a depender de la Facultad de Bellas Artes de la Universidad de Chile.
En 1970 la Universidad de Chile suprimió el Conservatorio Nacional, transformándolo en el Departamento de Música.

### Directores del Conservatorio
| Director                      | Período     |
| ----------------------------- | ----------- |
| Adolphe Desjardin Ganbars     | 1849 - 1855 |
| Tulio Eduardo Hempel Wagnen   | 1855 - 1857 |
| José Zapiola Cortés           | 1857 - 1858 |
| Francisco Oliva Villalón      | 1858 - 1872 |
| Juan Calixto Guerrero Larraín | 1872        |
| Luis Remy                     | 1872 - 1873 |
| Francisco Rodríguez Cerda     | 1873 - 1875 |
| Moisés Alcalde Spano          | 1875 - 1877 |
| Tulio Eduardo Hempel Wagnen   | 1877 - 1886 |
| Héctor (Ettore) Contrucci     | 1886 - 1888 |
| Moisés Alcalde Spano          | 1888 - 1894 |
| Emilio Cocq Porte             | 1894 - 1896 |
| Hans Harthan                  | 1896 - 1900 |
| Carlos Aldunate Cordovez      | 1900 - 1919 |
| Enrique Soro Barriga          | 1919 - 1928 |
| Armando Carvajal Quiroz       | 1928 - 1943 |
| Samuel Negrete Woolcock       | 1943 - 1947 |
| René Amengual Astaburuaga     | 1947 - 1954 |
| Herminia Raccagni Ollandini   | 1954 - 1961 |
| Carlos Botto Vallarino        | 1961 - 1968 |
| David Serendero Proust        | 1968 - 1970 |